# 松音寺 (仙台市)
松音寺（しょうおんじ）は、宮城県仙台市若林区にある曹洞宗の寺院。仙台三十三観音二十三番札所。

## 概要

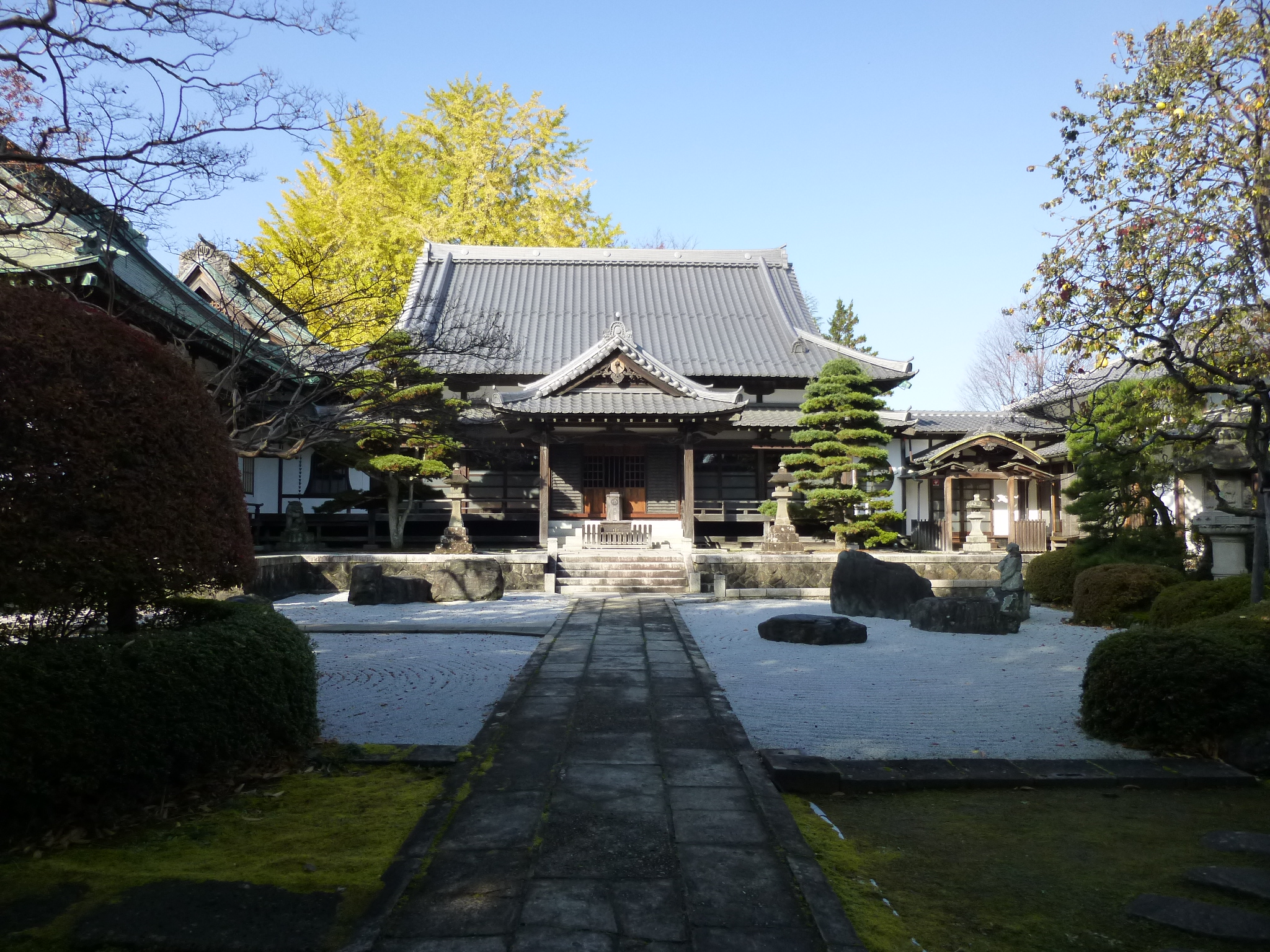
松音寺　本堂

仙台市地下鉄東西線連坊駅下車徒歩7分、旧長泉寺（ちょうせんじ）通に面して位置する寺院である。曹洞宗で輪王寺、泰心院、昌傳庵と共に仙台における同宗四大寺院の一つといわれる名刹で、本尊は釈迦牟尼仏である。敷地内には早川智寛（仙台市長）の紀功碑、地蔵堂（安保原安産地蔵尊）があり、墓地正面には開基伊達成宗と中興開基宗綱の墓、右手には只野真葛（文学者、文政8年没）の墓と碑、遠藤日人（俳匠、天保7年没）、里見重勝（伊達騒動の忠臣、寛永8年没）の墓などがある。

## 年表
寛正年間（1461年 - 1466年）伊達家11世持宗によって、現在の福島県国見町松ヶ蔵に建立される。13世尚宗は、長享元年（1487年）に死去した父成宗を松音寺に葬り、父を開基として菩提寺と定める。
永正11年（1514年）尚宗死去。14世稙宗は子の晴宗との間に、天文の乱と呼ばれる争いを起こす。
天文17年（1548年）争いに敗れた稙宗と共に、寺は丸森に移転する。
永禄8年（1565年）稙宗死去、松音寺に葬られる。現在、丸森町の丸山館本丸跡には稙宗の墓碑が建っている。
慶長7年（1602年）17世政宗の仙台開府に従い仙台に移り、連坊小路（現在の連坊小学校周辺）に広大な寺地を賜り、常塔伽藍を建立。36の末寺を有する大寺となる。
元和4年（1618年）政宗の二男宗綱（岩ケ崎館主）が16歳で死去すると、政宗は松音寺に葬り、供養のため宗綱は寺の中興開基とされる。さらに、寺は140石余の寺領を受け、一門格に列される。
明治3年（1870年）失火により堂塔が焼失する。
明治21年（1888年）末寺の長泉寺を合併、現在地に移転する。
出典

## アクセス
仙台市地下鉄東西線連坊駅西1番出口、下車徒歩7分（500メートル）、仙台辻標35番　連坊小路・長泉寺横丁を北に入る。